# Mario Knögler
Mario Knögler (* 2. Juli 1979 in Wels, Oberösterreich) ist ein ehemaliger österreichischer Sportschütze.

## Werdegang
Bevor Mario Knögler den Schießsport für sich entdeckte, war er ein ausgezeichneter Hallenhockeyspieler. Durch eine Knieverletzung war er aber gezwungen, diesen Sport aufzugeben. Seither übt er sich im Schießsport und betreibt diesen seit seinem dreizehnten Lebensjahr als Leistungssport. Zurzeit wohnt er in Marchtrenk. Seine Disziplinen sind die olympischen Bewerbe Luftgewehr und Kleinkaliber. Sein Verein ist der Polizeisportverein Wels und der deutsche Bayernliga Verein SG Zaitzkofen, wo er noch aktiv an den Wettkämpfen teilnimmt.
Sehr lange war er Sportsoldat Zeitsoldat beim Heeresleistungssportzentrum Linz des Österreichischen Bundesheeres.
Im September 2012 heiratete er in Bad Abbach (kleiner Vorort von Regensburg in Deutschland) seine Frau Christine.
Seine größten Erfolge waren bisher der Europameistertitel mit dem Luftgewehr in Moskau 2006 sowie der Europameistertitel im Kleinkaliberbewerb 60 Schuss liegend in Bordeaux 1999.
Mario Knögler vertrat Österreich bei den Olympischen Sommerspielen 2000 in Sydney, bei den Olympischen Sommerspielen 2004 in Athen und bei den Olympischen Sommerspielen 2008 in Peking.

## Erfolge

### Luftgewehr
- 2006: Europameister in Moskau (RUS), 2. Platz Team
- 2005: 4. Platz Europameisterschaft in Tallinn (EST), Europameister Team, Grand Prix Sieger in Pilsen (CZE)
- 2004: 8. Platz Weltcup in Sydney (AUS)
- 2002: 3. Platz Weltcup in Shanghai (CHN)
- 2001: 3. Platz Weltcup in Atlanta (USA), 6. Platz Weltcup in Seoul (KOR)
- 2000: 5. Platz Weltcup in Mailand (I), 6. Platz Weltcup in Atlanta (USA), 9. Platz Olympische Spiele in Sydney
- 1999: 50-Nationen-Turnier-Sieger in München-Hochbrück in der Juniorenklasse, 3. Platz Junioren-EM 1999 in Arnheim (NL)
- 1998: Junioren-Europameister in Tallinn (EST)

### Kleinkaliber
- 2008   6. Platz Olympische Spiele in Peking 3x40
- 2006: 3. Platz Weltcup in Mailand (ITA) 60 Schuss liegend, 2. Platz Weltmeisterschaft in Zagreb (CRO) Teambewerb 60 Schuss liegend, 2. Platz Weltmeisterschaft in Zagreb (CRO) Teambewerb 3x40 Schuss
- 2005: 3. Platz Weltcup-Finale in München (GER) 60 Schuss liegend, 2. Platz Europameisterschaft Belgrad (SCG) 60 Schuss liegend, 2. Platz Weltcup in Fort Benning (USA) 3x40 Schuss, 2. Platz Weltcup in München (GER) 60 Schuss liegend
- 2004: 16. Platz Olympische Spiele in Athen (GRE) 60 Schuss liegend, 2. Platz Weltcup in Mailand (ITA) 60 Schuss liegend, 7. Platz Weltcup in Sydney (AUS) 3x40 Schuss
- 2003: Europameister mit neuem Weltrekord in Pilsen (CZE) 60 Schuss liegend Team, Europameister mit neuem Weltrekord in Pilsen (CZE) 3x40 Schuss Team, 3. Platz Weltcup in Fort Benning (USA) 60 Schuss liegend, 6. Platz Weltcup in Fort Benning (USA) 3x40 Schuss
- 2002: 1. Platz Weltcup in Sydney (AUS) 60 Schuss liegend, Quotenplatz für die Olympischen Spiele 2004, 3. Platz Weltcup in Shanghai (CHN) 60 Schuss liegend, 2. Platz Weltcup in Mailand (ITA) 60 Schuss liegend, 1. Platz Weltcup in Mailand (ITA) 3x40 Schuss
- 2001: 1. Platz Weltcup in Seoul (KOR) 60 Schuss liegend, 2. Platz Weltcup in München (GER) 60 Schuss liegend
- 2000: 9. Platz 3x40 Schuss bei den Olympischen Spielen in Sydney, 9. Platz 60 Schuss liegend bei den Olympischen Spielen in Sydney
- 1999: Europameister 60 Schuss liegend in Bordeaux (FRA) und Quotenplatz für die Olympischen Spiele 2000
- 1998: Junioren-Vizeweltmeister im Dreistellungsmatch in Barcelona (SPA)

## Auszeichnungen (Auszug)
- 2000: Silbernes Ehrenzeichen für Verdienste um die Republik Österreich